# William Whiston
William Whiston (Twycross, 9 dicembre 1667 – Kensington, 22 agosto 1752) è stato un filosofo, teologo, matematico, apologeta e astronomo inglese.
Egli è senza dubbio conosciuto per la traduzione delle opere di Flavio Giuseppe, come le Antichità giudaiche, per la sua opera Nuova teoria della Terra e per il suo arianesimo.
Celebri le conferenze pronunciate nel 1708 nel contesto delle "Boyle Lectures" e dedicate al tema della profezia.
Whihston fu successore del suo mentore Newton come Professore Lucasiano di Matematica all'Università di Cambridge. Nel 1710 perse la cattedra e fu espulso dall'università a causa delle sue idee religiose insolite. Riconoscendo la Bibbia come unica fonte di verità spirituali, Whiston rigettò la dottrina del tormento eterno in un inferno di fuoco: lo vedeva come assurdo e crudele, un insulto a Dio. Ciò che lo mise particolarmente in conflitto con le autorità ecclesiastiche fu comunque la negazione della Trinità come dottrina, che riconobbe avere origini pagane a seguito di estese e attente ricerche.

## Prime attività e carriera
William è nato a Josiah Whiston e Katherine Rosse a Norton-juxta-Twycross, nel Leicestershire, dove suo padre era rettore. A causa della sua salute ricevette un'istruzione privata, e poté quindi lavorare come copista per il padre cieco. Studiò alla Queen Elizabeth Grammar School, nel Tamworth. Dopo la morte di suo padre, entrò nel Clare College, Cambridge il 30 Giugno 1686. Si dedicò agli studi matematici, conseguì il Bachelor of Arts BA (equivalente alla laurea triennale in Italia) nel 1690 e la AM (equivalente alla laurea magistrale in Italia) nel 1693, e ne fu eletto membro della Royal Society nel 1691 e membro anziano nel 1693.
William Lloyd nominò Whiston come ordinato a Lichfield nel 1693. Nel 1694, sostenendo di avere problemi di salute, rassegnò le dimissioni dal tutorato della contea di Clare a Richard Laughton, e gli affidò tutti i suoi incarichi. Da allora divise il suo tempo tra Norwich, Cambridge e Londra. Nel 1698 Moore gli diede un posto a Lowestoft, dove divenne rettore. Nel 1699 rinunciò alla qualifica di membro associato al Clare College e se ne uscì per sposarsi.
Nel 1701 rinunciò al suo salario per diventare il sostituto di Isaac Newton dando lezioni Lucasiane a Cambridge, e nel 1702 gli succedette come professore Lucasiano. Da lì seguì un periodo di ricerca congiunta insieme a Roger Cotes, nominato professore Plumiano nel 1706 sotto il patronato di Whiston. Gli studenti del corso sperimentale di filosofia di Cotes e Whiston includono Stephen Hales, William Stukeley, e Joseph Wasse.

## Teologia Newtoniana
Nel 1707 Whiston era un lettore degli scritti di Boyle; in quel periodo questa serie era un'opportunità significativa per i seguaci di Newton per esprimere le loro idee, specialmente in opposizione alla nascita del deismo; questi seguaci includevano Richard Bentley e Samuel Clarke. La filosofia "Newtoniana" arrivò ad includere, con Bentley, Clarke e Whiston in particolare, una difesa della legge morale naturale, tornando alla definizione di Agostino di Ippona di miracolo (causa di meraviglia per l'uomo), piuttosto che il concetto prevalente di un intervento divino contronatura, che risale ad Anselmo. Questo movimento aveva lo scopo di minare argomentazioni di deisti e scettici. Le lezioni di Boyle si soffermarono sulle connessioni tra profezie bibliche, eventi fisici rilevanti come inondazioni ed eclissi, e le loro spiegazioni in termini scientifici. D'altra parte Whiston era attento alle possibili connessioni delle profezie con alcuni avvenimenti dell'epoca: la guerra di successione Spagnola e in seguito le ribellioni Giacobite.
Whiston sosteneva un'interpretazione biblica puramente letterale: il significato letterale delle scritture dovrebbe essere quello predefinito, a meno che non ci fosse una buona ragione per pensare diversamente. Questa visione rimandava nuovamente ad Agostino. L'atteggiamento di Newton nei confronti della cosmogonia di Thomas Burnet si rifletté sul linguaggio della storia della creazione in Genesi; così come fece la cosmogonia alternativa di Whiston. Mosè come autore della Genesi non scriveva come fisico, né come legislatore, ma per un pubblico particolare. Le nuove cosmogonie di Burnet, Whiston e John Woodwar furono tutte criticate per il loro disprezzo del racconto biblico, in particolare da John Arbuthnot, John Edwards e William Nicolson.
Il titolo delle lezioni di "Boyle" di Whiston era L'adempimento delle profezie delle Scritture. Rifiutando l'interpretazione tipologica della profezia biblica, sostenne che il significato di una profezia deve essere unico. Le sue opinioni furono in seguito contestate da Anthony Collins. Ci fu un attacco più immediato di Nicholas Clagett nel 1710. Una ragione per cui le profezie erano di grande interesse all'epoca era la rivolta dei Camisardi, che vedeva l'esilio di francesi ("profeti francesi") in Inghilterra. Whiston aveva iniziato a scrivere sul millenarismo, che era parte integrante della teologia Newtoniana, e voleva prendere le distanze dalle loro idee, e in particolare da quelle di John Lacy. Incontrando i profeti francesi nel 1713, Whiston sviluppò l'idea che il "dono dello Spirito" della rivelazione potesse essere una possessione demoniaca.

## Contrasti con Newton
Non si ritiene più che le Memorie di Whiston siano totalmente veritiere riguardo ai suoi rapporti personali con Newton. Un'opinione diffusa è che la loro relazione non sia mai stata veramente stretta, in quanto Bentley pare fosse principalmente coinvolto nella nomina di Whiston alla cattedra Lucasiana. I rapporto andarono peggiorando ulteriormente non appena Whiston iniziò a scrivere sulle profezie, con il Saggio sulla Rivelazione di S. Giovanni (1706). Nel saggio, Whiston proclamava l'inizio del millennio con l'anno 1716.
L'edizione del 1707 della Arithmetica Universalis di Newton non fece nulla per migliorare le cose. Newton stesso ne fu pesantemente e segretamente coinvolto nell'edizione del 1722, ufficialmente a cura di John Machin, dove apportò molte correzioni.
Nel 1708-9 Whiston si scontrò con Thomas Tenison e John Sharp, due arcivescovi, in dibattiti sulla Trinità. Hopton Haynes fornì prove che Newton reagì ritirando la pubblicazione del dibattito; le sue credenze antitrinitarie, dal 1690, furono infine pubblicate nel 1754 in Un Racconto Storico Su Due Importanti Corruzioni delle Scritture.
Whiston non divenne mai un seguace della Società Reale. Nelle sue conversazioni con Edmond Halley, Whiston rigettò la sua reputazione di "eretico". Dichiarò che Newton si tirò indietro per timore che le sue idee antitrinitarie diventassero di pubblico dominio (New Encyclopædia Britannica). Frank E. Manuel, nel suo Isaac Newton, Historian, riassume così la situazione: “Il gruppo di Newton tenne nascoste le proprie opinioni o frenò il proprio entusiasmo. . . . Mentre Newton agiva con molta circospezione, Whiston strillava come se fosse al mercato”, nel senso che parlava schiettamente.

## Rigetto dell'Arianesimo
Il percorso di Whiston a rigettare il Credo di Nicene, posizione ortodossa contro l'Arianesimo, iniziò presto nel suo mandato alla cattedra Lucasiana, quando seguì i suggerimenti di Samuel Clarke. Lesse anche Louis Ellies Dupin, e la Spiegazione del Teologismo nel Vangelo (1706) di Richard Brocklesby. I suoi studi della Costituzione Apostolica lo convinsero poi che l'Arianesimo era il credo della Chiesa Primitiva.
Le elezioni generali del 1710 portarono i Tory ad essere una solida potenza politica per diversi anni, fino alla successione di Hanover del 1714. La loro sfiducia sulle innovazioni teologiche ebbe un impatto diretto su Whiston, così come altre delle loro vedute. Il suo eterodortismo era ben noto. Nel 1710 fu privato della sua cattedra ed espulso dall'università.
Ma la questione non sarebbe rimasta lì: Whiston tentò di avere udienza davanti alla Assemblea del Clero Inglese. Ebbe dei difensori anche negli alti ranghi della Chiesa, come George Smalridge. Per ragioni politiche, questi sviluppi ebbero un effetto divisivo a quell'epoca. La regina Anna prese un piccione con una fava "perdendo" gli incartamenti del suo caso. A seguito della sua morte nel 1714, l'intenzione di ascoltarlo in appello fu lasciata decadere. Lo zelo di questi anni del partito trovarono un'eco nel tentativo di Henry Sacheverell di escludere Whiston dalla sua chiesa di San Andrew, in Holborn (1719).

## Opere

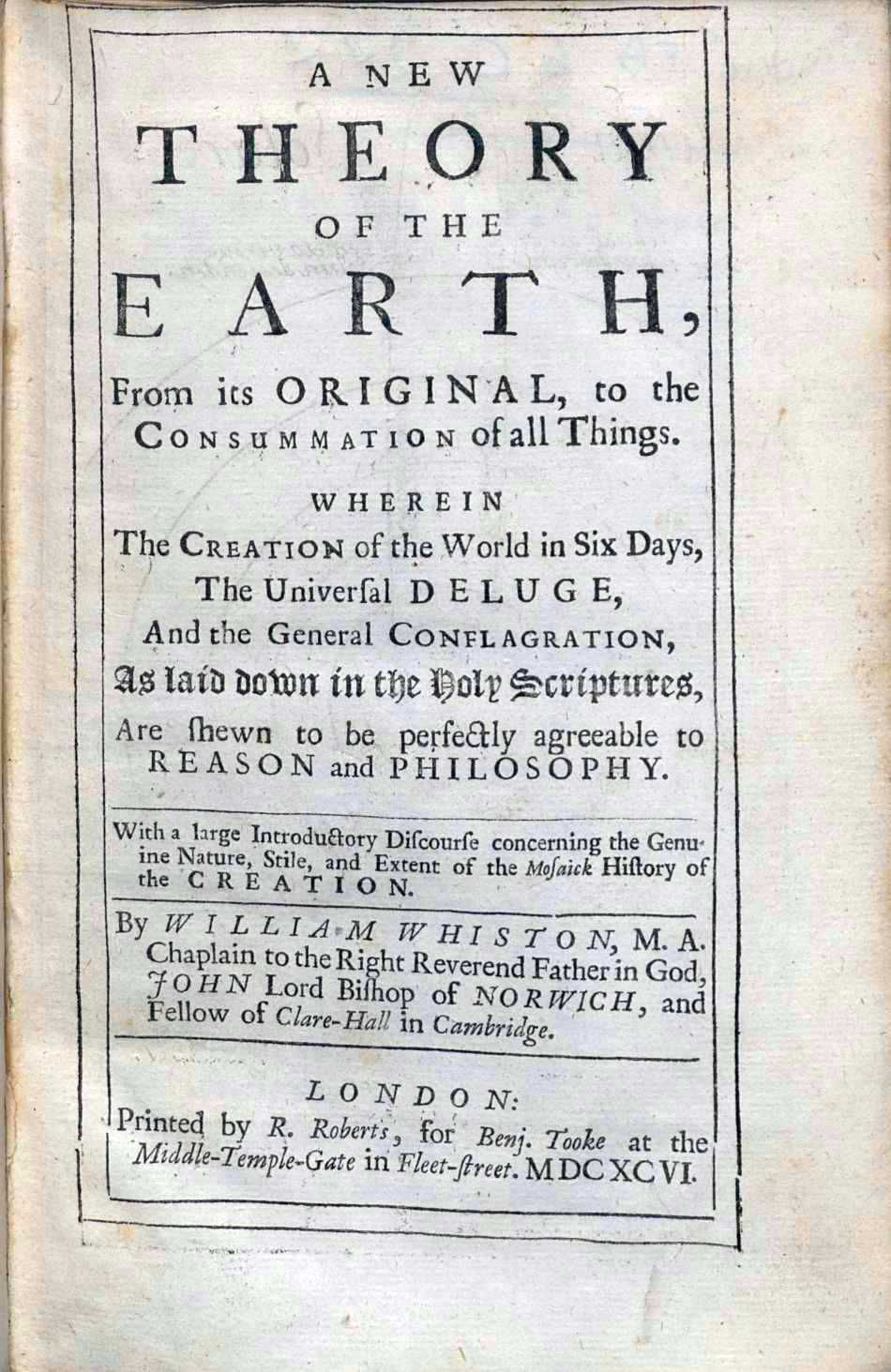
New theory of the Earth, 1696

- (EN) New theory of the Earth, London, Robert Roberts, 1696.
- (DE) New theory of the Earth, Frankfurt am Main, Christian Gottlieb Ludwig, 1713.